# Hispanisme

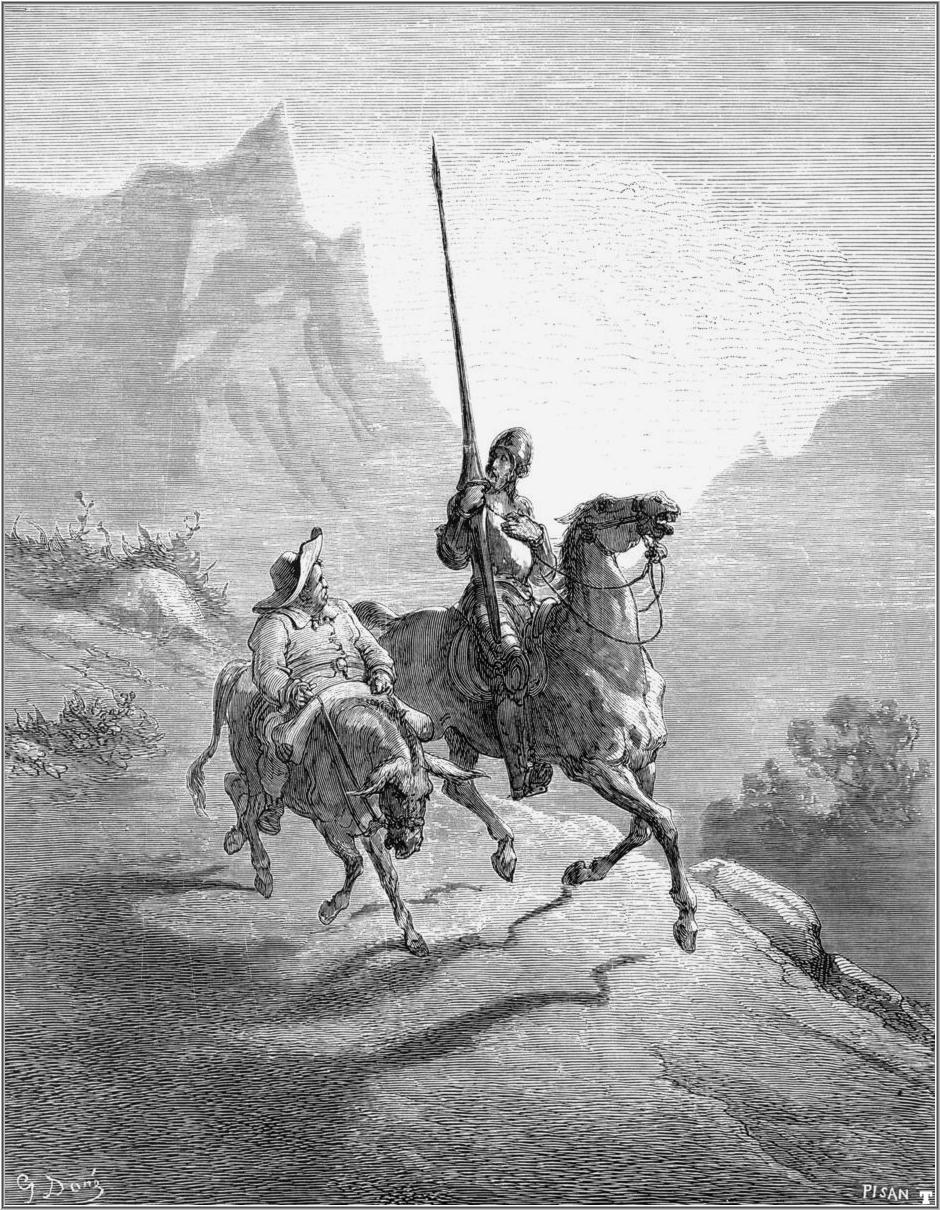
Illustration 5 du « Don Quichotte » de Miguel de Cervantes par Gustave Doré, 1863.

L'hispanisme (Hispanismo) est l'étude de la culture espagnole et hispanoaméricaine.
Ce terme désigne aussi un mot espagnol emprunté par une autre langue tel quel ou sous une forme adaptée.

## Hispanistes
Voir la Catégorie « Hispaniste »